# Калиново (Витебский район)
Калиново (бел. Калі́нава; до 30 июля 1964 года — Ризы, бел. Ры́зы) — деревня в Витебском районе Витебской области Республики Беларусь. В составе Мазоловского сельсовета. На автодороге Н2300 «Витебск—Руба».

## География
Деревня расположена в 3,7 км на север от Витебска.
Вдоль южной окраины деревни проходит автодорога  Н2300 (Витебск—Руба), от неё отходит дорога до деревни Королёво, которая проходит через восточную часть деревни Калиново.

## История
Вероятно название произошло от фамилии владельцев. Известно, что в начале XVII века (до 1635 года) земянин Николай Борисович Жаба купил у земян панов Рызов и особ шляхетских имение «Рызино» на дороге Усвяцкой: Верховье, Поповичи, Запрудище, Опрыниково, Торыково, Рынды, которое завещал сыну своему младшему Ярошу (Еремия или Иероним) и жене своей панне Барбаре урожденной Храповицкой.
В 1785 году деревня Рызина входила в состав большого имения «Лужосна» (всего дворов 133, по ревизии мужеска пола душ 605. Всего земли 4783 десятин) коллежского асессора Венедикта Иванова сына Фатова.
В деревне было 2 двора, 10 жителей. Неподалеку находилась одноименная деревня — 3 двора, 19 жителей.
В 1846 году имение «Лужесно» в состав которого входило 17 деревень в собственности майора и кавалера Николая Еньки, который имел 696 крестьянских душ и 3188 десятин земли.
В Рызино 5 дворов, 51 житель.
После разделения в 1861 году Витебского уезда на волости, обе деревни в составе Мишковской волости.
На 1906 год в Лужеснянском сельском обществе были две деревни:
- Ризы 1-е — 9 дворов. 25 мужчин. 26 женщин;
- Ризы 2-е — 5 дворов. 13 мужчин. 16 женщин. Земля у них была общая — 77 десят. удобной земли, 16 десят. неудобной[6].

После присоединения к БССР, с 20 августа 1924 года деревни в Боровлянском сельсовете Северо-Витебского района Витебского округа, с 26 марта 1927 года в образованном Витебском районе.
В 1926 году в деревне Ризы 1-е 13 дворов, 60 жителей. В деревне Ризы 2-е 6 дворов, 64 жителя.
В 1930 году был создан колхоз «Большевицкий путь». Имелась кузница.
В 1938 году деревни были объединены, сселены в одну.
В 1941 году в деревне было 28 дворов, 98 жителей. Во время войны 8 человек погибли на фронте, 4 человека в партизанах.
22 декабря 1960 года территория Боровлянского сельсовета вошла в состав новообразованного Мазоловского сельсовета.
30 июля 1964 года Указом Президиума Верховного Совета БССР, деревню «Ризы» переименовали в деревню «Калиново».
В 1969 году в деревне 29 дворов, 88 жителей. В составе учебного хозяйства «Лужесно».
По переписи 2009 года проживало 142 человек.
В деревне проводились обследования при составлении словаря «Рэгіянальны слоўнік Віцебшчыны» (издание 2014).
На 2014 год 60 домохозяйства, 148 жителей. Моложе трудоспособного возраста 31, трудоспособного возраста 78, старше трудоспособного возраста 39 человек.
На 2018 год в деревне 61 домовладение, 151 житель.

## Население
- 1941 год — 28 дворов, 98 жителей
- 1969 год — 29 дворов, 88 жителей
- 2009 год — 142 жителя (перепись населения)
- 2014 год — 60 домохозяйств, 148 жителей
- 2018 год — 61 домовладение, 151 житель